# Список дипломатических миссий Того

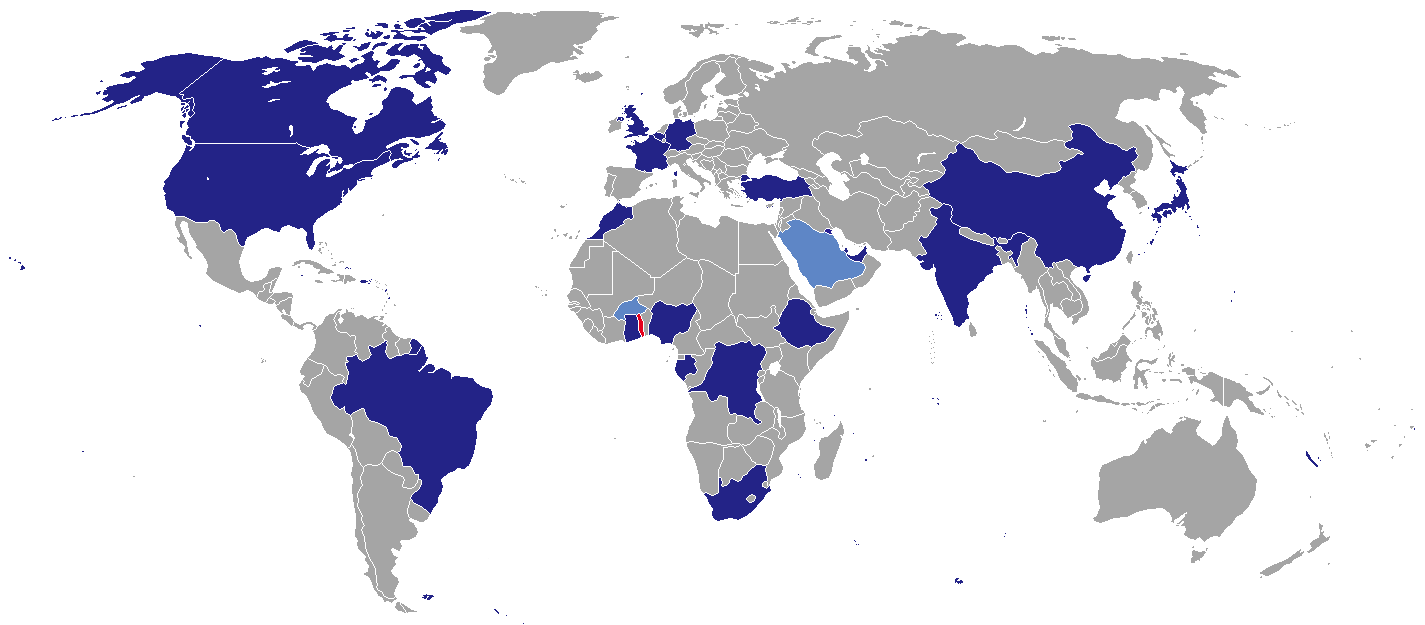

Список дипломатических миссий Того — африканская республика Того обладает весьма ограниченным числом зарубежных дипломатических представительств, большая часть которых находится в соседних странах Африки.

## Европа
- Бельгия, Брюссель (посольство)
- Франция, Париж (посольство)
- Германия, Берлин (посольство)

## Америка
- Канада, Оттава (посольство)
- США, Вашингтон (посольство)

## Африка
- Демократическая республика Конго, Киншаса (посольство)
- Эфиопия, Аддис-Абеба (посольство)
- Габон, Либревиль (посольство)
- Гана, Аккра (посольство)
- Ливия, Триполи (посольство)
- Нигерия, Лагос (посольство)

## Азия
- Китай, Пекин (посольство)

## Международные организации
- - Аддис-Абеба (постоянная миссия при ОАЕ)
  - Brussels (постоянная миссия при ЕС)
  - Нью-Йорк (постоянная миссия при ООН)